# Rodolphe Alexandre
 (mai 2023).
Si vous disposez d'ouvrages ou d'articles de référence ou si vous connaissez des sites web de qualité traitant du thème abordé ici, merci de compléter l'article en donnant les références utiles à sa vérifiabilité et en les liant à la section « Notes et références ».
Pour les articles homonymes, voir Alexandre.
Rodolphe Alexandre, né le 26 septembre 1953 à Cayenne (Guyane), est un homme politique français. Il est président du conseil régional de la Guyane de 2010 à 2015, puis de l'assemblée de Guyane de 2015 à 2021.

## Biographie
Rodolphe Alexandre obtient une maîtrise d'histoire et de géographie à l'université Bordeaux III.
Rodolphe Alexandre adhère au Parti socialiste guyanais (PSG) en 1983, date à laquelle il devient directeur de cabinet au conseil général de la Guyane (jusqu'en 1988). Élu conseiller municipal de Cayenne sans interruption depuis 1989, il a été brièvement conseiller régional en 1992 et candidat aux législatives de 1993. De 2001 à 2011.[réf. nécessaire]
Premier adjoint au maire de Cayenne, il soutient Nicolas Sarkozy lors de l'élection présidentielle de 2007. En janvier 2008, il est exclu du PSG par Antoine Karam, qui lui reproche d'avoir annoncé sa candidature à la mairie de Cayenne, malgré l'investiture du maire sortant Jean-Claude Lafontaine. Lors des élections municipales de 2008,  sa liste est élue dès le premier tour avec 50,88 % des voix contre 36,04 % à celle du maire sortant, le divers gauche Jean-Claude Lafontaine.
Il est l'un des rares hommes politiques guyanais à appeler à voter « non » au référendum du 10 janvier 2010 sur le passage de la Guyane au statut de collectivité d'outre-mer, et à se prononcer ainsi pour son maintien en tant que département et région d'outre-mer (le « non » l'emporte d'ailleurs largement, avec 70,22 % des suffrages exprimés). Lors du second référendum du 24 janvier 2010, portant cette fois sur la fusion des compétences de la région et du département au sein d'une unique collectivité au sens de l'article 73 de la Constitution, il défend cette fois-ci le « oui », qui recueille 57,49 % des voix.[réf. nécessaire]
Le 9 février 2010, la commission nationale des investitures de l'UMP, et les alliés de cette dernière au sein de la majorité présidentielle, le désigne pour prendre la tête de sa liste aux régionales en Guyane. La liste qu'il conduit l'emporte avec 56,11 % des voix au second tour, face à celle menée par Christiane Taubira. La Guyane est ainsi une des trois régions françaises où la gauche ne l'emporte pas. Le 26 mars suivant, il est élu président du conseil régional.
En raison de la loi sur le cumul des mandats, il démissionne de son mandat de maire de Cayenne. Marie-Laure Phinéra-Horth, première adjointe, après avoir exercé l'intérim, est élue maire le 8 avril 2010.[réf. nécessaire]
Lors des élections territoriales de 2015, la liste qu'il conduit arrive largement en tête au premier tour avec 42,35 % des voix. Il remporte l'élection au second tour avec 54,55 % face à la liste menée par Alain Tien-Liong. Le 18 décembre 2015, il est élu président de l'assemblée de Guyane,.
L'intrusion le 17 mars 2017 dans le bâtiment de la CTG (collectivité territoriale de Guyane) par le collectif des 500 frères, en présence de Ségolène Royal et de ministres de 25 États de la Caraïbe sera qualifié d'incident diplomatique par Rodolphe Alexandre, croyant à un moment à une « attaque terroriste ».
Durant l'été 2020, la Guyane est sévèrement touchée par l'épidémie de Covid. Rodolphe Alexandre prendra position en disant que cette crise est un véritable révélateur des failles et de la précarité du système sanitaire en Guyane.
En juin 2021, il est sévèrement battu lors des élections pour la Collectivité territoriale de Guyane, ne recueillant au deuxième tour que 45% des voix, face au député Gabriel Serville, chef de file de "Peyi Guyane" qui avait réussi à unir la gauche guyanaise et à fusionner les listes du premier tour. La nouvelle majorité dispose d'une majorité confortable de 35 sièges contre 20 pour l'opposition. Cette chute inattendue du "valet du pouvoir colonial", selon une expression employée durant la campagne, "dégage l'horizon concernant la possibilité d'évolution statutaire de la Guyane".
Il est nommé chevalier de la Légion d'honneur en 2010, et promu officier par décret du 31 décembre 2020.